# Polityka spedycyjna
Polityka spedycyjna to działalność państwa i występujących z jego ramienia organów, mająca na celu zapewnienie ilościowej, przestrzennej dostępności usług transportowych o optymalnej strukturze przy danych zasobach inwestycyjnych i eksploatacyjnych.
Można wyróżnić trzy, zagregowane zadania polityki transportowej, związane z:
- rozwojem systemu transportowego,
- funkcjonowaniem systemu transportowego,
- oddziaływaniem na otoczenie

Z punktu widzenia makroekonomicznych funkcji polityki transportowej, do jej
zadań należy zapewnienie:
- spójności ekonomicznej i przestrzennej przez skoordynowany rozwój sieci infrastruktura infrastruktury transportowej,
- zrównoważony rozwój, ułatwiający przepływ dóbr i osób na obszarze Wspólnoty.